# Pussysoul
Pussysoul è il primo album del gruppo musicale Soilent Green, pubblicato nel 1995.

## Tracce
1. Thirteen Days a Weak – 4:37
2. Slapfuck – 3:31
3. Falling from a 65 Story Building – 3:27
4. Lips as So of Blood – 4:03
5. The Wrong of Way – 3:55
6. Needlescrape – 6:04
7. Zebra Zombies – 3:04
8. Keep Crawling – 5:05
9. Twitch of an Eye – 4:09
10. Golfers Just Love Punishment – 5:02
11. Love None – 0:51
12. Branding of Thieves – 3:28

## Formazione
- Brian Patton - chitarra
- L. Ben Falgoust II - voce
- Scott Williams - basso
- Donovan Punch - chitarra
- Tommy Buckley - batteria